# Jardí Paleobotànic de Mata
El Jardí Paleobotànic de Mata està situat al carrer del Sertão, 67, a la ciutat de Mata, a l'estat de Rio Grande do Sul, Brasil.

## Descripció
És una reserva de fòssils naturals i comprén una àrea de 36.000 m². Conté un bosc petrificat conservat al seu lloc d'origen. És en la Formació Caturrita i data del Triàsic superior.